# Праймериз Республиканской партии США (1992)
Праймериз Республиканской партии США 1992 года — проходили для выбора номинанта (единого кандидата от партии) от Республиканской партии США на президентских выборах 1992 года. Действующий президент Джордж Буш-старший вновь был избран  кандидатом от республиканцев благодаря успеху на первичных выборах и съезде партии, проходившем с 17 августа по 20 августа 1992 года в Хьюстоне, штат Техас.

## Общенациональный результат[1]
- Джордж Буш-старший   — 9 199 463 (72,84%)
- Пат Бьюкенен — 2 899 488 (22,96%)
- Независимые делегаты — 287 383 (2,28%)
- Дэвид Дюк — 119 115 (0,94%)
- Росс Перо — 56136 (0,44%)
- Пэт Полсен — 10 984 (0,09%)
- Морис Хортон — 9637 (0,08%)
- Гарольд Стассен — 8099 (0,06%)
- Джек Феллюр — 6296 (0,05%)